# ウスタ行政区
ウスタ行政区（ウスタぎょうせいく、アラビア語: الوسطى）は、オマーンの行政区。中心都市はハイマー。2011年10月28日に「地方」から「行政区」に移行した。
マシーラ島に近いバル・アル＝ヒクマーン一帯の海岸のアルカリ性の湖と湿地、サンゴ礁、二枚貝の礁、マングローブ、サブハはEuphorbia riebeckii、トーマストゲオアガマ、グリーンソーフィッシュ、Rhinobatos punctifer、ザトウクジラ、サメ、エイおよび多くの種の鳥類と魚類の生息地で、2023年に「ウスタ行政区湿地保護区」としてラムサール条約登録地となった。オマーン国内唯一のエビ漁業もこの地域で行われる。

## 隣接行政区画
- ドファール特別行政区
- 東部州
- ザーヒラ行政区
- ダーヒリーヤ行政区
- 北シャルキーヤ行政区
- 南シャルキーヤ行政区

## 下位行政区画
ウスタ行政区は4つの州（ウィラーヤ）に分かれる。
- ハイマー (Wilāyat Haimā ولاية هيما)
- アッ・ドゥクム (Wilāyat ad-Duqm ولاية الدقم)
- マフートゥ (Wilāyat Maḥūt ولاية محوت)
- アル・ジャーズィル (Wilāyat al-Ǧāzir ولاية الجازر)